# San Carlos (Contea di San Mateo)
San Carlos è una città nella contea di San Mateo, California, Stati Uniti.
Si trova sulla penisola di San Francisco a metà strada tra San Francisco e San Jose.
A nord di San Carlos si trova il sobborgo di Belmont mentre a sud la città di Redwood City.
Secondo il censimento del 2010 la popolazione era di 28.406 abitanti.

## Vita contemporanea
San Carlos il cui motto è "La città del buon vivere" cerca di mantenere il feeling tipico di una "piccola città" il cui centro è compostoper lo più di piccoli negozi e ristoranti.
Sono presenti un aeroporto, il San Carlos Airport, e due musei. Nel centro della città il San carlos History Museum è dedicato alla storia dellacittà dal periodo che risale alla presenza dei primi nativi americani ad oggi. Il museo è aperto ogni sabato dalle 13 alle 16 del pomeriggio.
L'altro museo denominato Hiller Aviation Museum è invece dedicato agli elicotteri ed alla storia dell'aviazione.
Contiene inoltre una replica del primo aereo che prese il volo, l'aereo con la maggiore apertura alare e la sezione anteriore di un Boeing 747.
Per quanto riguarda i trasporti è presente la linea di autobus della SamTrans (San Mateo Transit) ed un servizio ferroviario suburbano denominato Caltrain. Gli uffici amministrativi di entrambe le agenzie si trovano al 1250 San Carlos Avenue.
Dal 2003 e fino al 17 giugno 2005 fu fatta una sperimentazione di un servizio gratuito di bus chiamato S.C.O.O.T che aveva l'obiettivo di migliorare il trasporto dei cittadini che vivevano nelle zone più distanti dal centro.
Il municipio si trova al 666 di Elm Street.
San Carlos ospitò il Circle Star Theater, un teatro del quale si esibirono Richard Marx e Richard Pryor.
La scuola secondaria San Carlos High School venne chiusa nel 1982 a causa della diminuzione delle iscrizioni. Oggi gli studenti devono perciò recarsi presso la Carlmont High School di Belmont oppure alla Sequoia High School di Redwood.
Ogni maggio la città ospita a Burton Park il carnevale chiamato Hometown Days. In ottobre la camera di commercio ospita l'Art & Wine Festival.
Giovedì sera durante l'estate Laurel Street è sede di un mercato contadino settimanale noto come Hot Harvest Nights.

## Recenti sviluppi
San Carlos è stato afflitto da problemi finanziari per circa un decennio. Al fine di porre rimedio alla situazione, la città ha preso l'iniziativa di esternalizzare una serie di funzioni, tra cui i servizi di polizia.
Nel 2009 la città fu costretta a tagliare i costi per pareggiare il suo bilancio per fare ciò il primo novembre fu sciolto sia dipartimento di polizia.

## Storia

### I Nativi americani
Prima dell'arrivo degli Spagnoli nel 1769, il territorio di San Carlos era occupato da un gruppo di Nativi americani chiamati Lamchin.
I Lamchin si consideravano di identità diversa da quella delle altre tribù locali tuttavia oggi vengono invece considerati come parte delle tribù degli Ohlone (chiamati anche Costanoan).
I Lamchin vivevano cacciando, pescando e raccogliendo i frutti che la natura offriva.
Il cibo era abbondante anche grazie al pesce pescato nella Baia di San Francisco.
Si pensa che l'insediamento originale fosse situato tra le attuali strade di Alameda de las Pulgas e Cordilleras Avenue, vicino alla San Carlos Avenue.

### L'arrivo degli Spagnoli
Nel 1769 Gaspar de Portolá fu il primo europeo a raggiungere la baia di San Francisco e mentre gli storici pensano che il suo arrivo nella baia avvenne dall'Oceano Pacifico attraverso le San Carlos hill, i ricercatori odierni credono invece che Portolà sia arrivato nel luogo dove oggi
sorge la vicina città di Belmont.
Gli Spagnoli forti anche di una maggiore potenza militare ed economica dominarono rapidamente l'area della Baia.
Una missione fu costruita a San Francisco e il territorio venne diviso in grandi ranchos (o ranches) che furono affidati a ricchi spagnoli che poco o nulla si preoccuparono delle condizioni dei nativi.
Non potendo liberamente continuare il proprio stile di vita, la popolazione locale nativa non ebbe altra scelta se non quella di chiedere l'aiuto delle missioni le quali avevano come missione la conversione al cristianesimo dei Nativi.
La terra dove oggi sorge San Carlos divenne un unico rancho nelle mani di Don José Darío Argüello.
Lui e la sua famiglia non vivevano nel rancho ma allevavano bestiame e colture.
Suo figlio Luis Antonio Argüello divenne il primo governatore della California Spagnola.
Dopo la sua morte nel 1830 la famiglia si trasferì nel rancho oggi noto come Rancho de las Pulgas.

### Fine del XIX secolo
Durante il periodo della corsa all'oro i cercatori d'oro delusi dal fatto di non avere trovato fortuna
grazie al prezioso minerale, dalla Sierra Nevada si diressero verso la regione della baia.
Arrivarono così i primi coloni occidentali non spagnoli.
La famiglia Argüello iniziò a vendere appezzamenti all'interno del proprio rancho attraverso il loro agente S. M. Mezes.
Mentre le zone di Redwood City a sud e la città di Belmont a nord iniziarono a crescere velocemente alla fine del XIX secolo, San Carlos crebbe molto più lentamente.
Vaste porzioni furono comprate dalla famiglia Brittan, dalla famiglia Hull, dalla famiglia Ralston e dall'imprenditore e politico Timothy Guy Phelps che per primo tentò di stimolare lo sviluppo dell'area di San Carlos, sviluppando l'infrastruttura e favorendo la vendita di case.
Il suo tentativo non ebbe successo ed alla fine vendette gran parte del suo terreno a Nicholas T. Smith della San Carlos Land Development Company.
Tutta la regione ricevette una accelerazione allo sviluppo con la costruzione del Corridoio Ferroviario chiamato Pensinsula Commuter nel 1863 e con la creazione di una stazione Ferroviaria a San Carlos nel 1888.
Nonostante questi sforzi la crescita fu molto lenta in questo periodo, e San Carlos chiuse il XIX secolo con meno di un centinaio di case e famiglie.

### 1900-1941
L'arrivo del XX secolo vide l'inizio della costruzione delle strade della Città. Mentre le vecchie strade erano ad est del tracciato della ferrovia, nei primi anni del 1900 vennero sviluppate quelle ad ovest: Cedar, Elm, Laurel, Magnolia, Maple (oggi Camino Real) e Walnut vennero costruite in quegli anni.
La crescita continuò lenta per i primi quindici anni del nuovo secolo, ma nel 1918 la città ebbe un incremento sufficiente per costruire una scuola che fu posta al 600 di Elm Street.
L'anno precedente Frederick Drake (chiamato anche il padre di San Carlos) comprò 130 acri (pari a 526 000 metri quadrati) di beni immobili ed iniziò la loro vendita. Nel 1923 venne fondata la stazione dei vigili del fuoco. Nel 1925 la città votò affinché venisse incorporata.
I servizi, come i negozi aumentarono, per l'inizio della seconda guerra mondiale tuttavia San Carlos era ancora conosciuta nella zona della baia come una comunità rurale. La maggior parte del territorio del comune era ancora usato per scopi agricoli, e le fotografie del tempo mostrano un paesaggio con poche case separate da grandi campi.

## Altre letture
- San Carlos Stories:  An Oral History for the City of Good Living Archiviato l'8 novembre 2012 in Internet Archive., by Linda Wickert Garvey, Copyright 2000 The City of San Carlos, California.